# 弗谢沃洛德·巴利茨基
弗谢沃洛德·巴利茨基（烏克蘭語：Всеволод Аполлонович Балицький，1892年11月27日—1937年11月27日）苏联官员，国家安全委员会一级政委，苏联共产党中央委员会成员，乌克兰苏维埃社会主义共和国内务人民委员部部长。曾在苏联农庄集体化运动中负责镇压乌克兰人的反抗。1932年负责参与对柳廷事件的调查和审讯。